# Лоредо
Хосе Антонио Лоредо Альварес, более известный как Лоредо (исп. José Antonio Loredo Álvarez; 26 ноября 1906, Хихон, Овьедо — 21 февраля 1934) — испанский футболист, полузащитник.

## Биография
Хосе Лоредо родился 26 ноября 1906 года в испанском городе Хихон.
Играл в футбол на позиции полузащитника. В сезоне-1926/27 играл за хихонский «Спортинг», после чего перешёл в сантандерский «Расинг».
Начиная с сезона-1928/29, играл за «Расинг» в новообразованной Примере, провёл 86 матчей, забил 28 мячей. 12 февраля 1929 года участвовал в первом в истории «Расинга» матче единого национального чемпионата Испании против «Барселоны» (0:2). 29 января 1933 года помог «Расингу» одержать самую крупную в истории клуба победу в чемпионате Испании — сантандерцы разгромили «Алавес» — 9:0, Лоредо забил гол.
Умер 21 февраля 1934 года.